# Jurtxets
Els jurtxets (xinès tradicional: 女眞, transcrit jou-tchen; xinès simplificat: 女真; pinyin: nǚzhēn; transcripció arabopersa jurtxe) fou un poble tungús de Manxúria que va habitar la regió al voltant del riu Amur, que actualment marca la frontera oriental entre Rússia i la Xina. Els jurtxets passarien a ser coneguts a partir del segle xvii amb el nom de manxús. La identitat nacional manxú va ser una creació de Hung Taiji, governant jurtxet que va heretar l'Estat unificat pel seu pare Nurhaci i que va establir la darrera dinastia imperial xinesa, la dinastia Qing. A causa de la seva condició de terra originària dels jurtxets o manxús, l'extrem nord-est de la Xina passaria a ser coneguda amb posterioritat com a Manxúria.

## Unificació i conquesta de Liao
Per liquidar als kitan l'emperador xinès Houei-tsong (1101-1125) va decidir cridar a bàrbars més llunyans. Els Liao (la dinastia dels kitan) estaven prou adaptats a la cultura xinesa per ser uns veïns acceptables però no era el cas del poble que vivia més enllà, als boscos de l'Ussuri i nord-est de Manxúria, coneguts com els jurtxets. L'ambaixador xinès que els va visitar el 1124-1125 els descriu com a verdaders bàrbars amb la residència del kan rodejada de bestiar i en mig de les pastures, sense cap edifici, ni carrer, ni parets; el kan seia en un tron cobert de dotze pells de tigre, i es feien festes bàrbares amb beguda, música, dansa, pantomimes de caceres i de combats i dones fent jocs de llums amb els miralls. Just llavors els jurtxets estaven sent organitzats per un cap enèrgic de nom A-kou-ta, del clan reial Wan-yen (1113-1123).
Després de l'aliança amb els xinesos en què es va establir que el regne Liao es repartiria entre xinesos i jurtxets el 1114 es va revoltar contra el rei kitan i va llançar la seva horda a la conquesta del regne Liao, cosa que va fer en nou anys: Ning-kiang (al sud de la moderna Harbin a la riba d'un afluent del Sungari) el 1114, Leao-yang el 1116 (després d'aquesta ciutat tota Manxúria va passar als jurtxets). Lin-huang (capital septentrional dels kitan, al nord del modern Jehol) el 1120; Ta-ting (capital central) i Ta-t'ong (al nord del Shanxi) el 1122. Pequín havia de passar a la Xina segons els termes del tractat entre l'Imperi i els jurtxets, però els xinesos no van poder ocupar la ciutat i finalment foren els bàrbars els que ho van fer (1122) però la van entregar a la Xina el 1123. El rei jurtxet, A-kou-ta va morir el 1123 i el va substituir el seu germà Wou-k'i-mai (1123-1135) que era molt ambiciós. El darrer rei kitan Ye-liu Yen hi es va refugiar a la zona de Kuku-khoto i va tractar de resistir a la comarca de Wou-tcheou (1124) però fou derrotat diverses vegades i finalment capturat el 1125.

## Dinastia Jin (Kin)

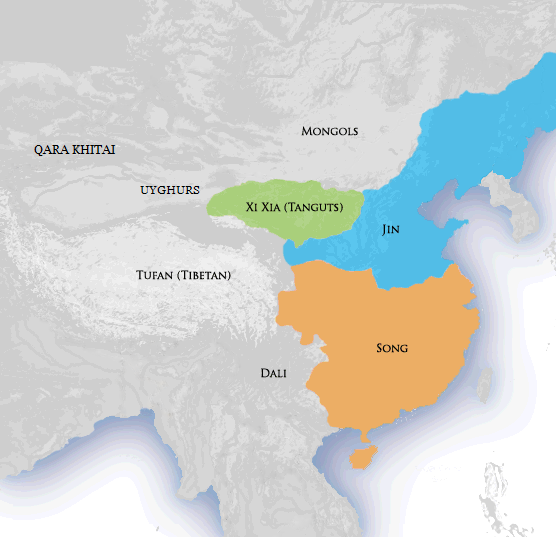
Xina al (c. 1141).

El nou rei dels jurtxets va modificar el nom de la dinastia a Allchun (en tungús) que vol dir dinastia daurada (Kin en xinès, transcripció actual Jin, nom amb què els xinesos anomenen el regne) i va intentar establir un estat regular organitzat a la manera xinesa.
Aviat van esclatar disputes frontereres quan els xinesos van reclamar algunes viles al nord de Pequín i com que no els foren reconegudes, van donar suport a una revolta contra els jurtxets. Això va provocar el conflicte obert i el general de la dinastia kin, Nien-mo-ho va entrar altre cop a Pequín i la plana del Hebei (1125) i cap a Taiyuan al cor de Shanxi (1126). Un altre general kin, Wa-li-pou, va creuar el riu Groc, i se li va unir Nien-mo-ho, i junts es van presentar davant la capital xinesa K'ai-fong; els defensors, encapçalats per l'emperador Houei-tsong i el seu fill Kin-tsong, es van rendir (finals de 1126) i junt amb tota la cort foren deportats a la capital dels kin, la ciutat de Ning-kiang als sud de Harbin (començament del 1127). Entre els presoners fets pels kin, alguns membres de la tribu turca dels ongut, enviats a Manxúria, i que van resultar ser nestorians; un d'aquests va explicar una visió del rei kin i aquest els va alliberar i els va permetre instal·lar-se al nord del riu Groc, a Tsing-tcheou.
Un membre de la família imperial Song, Kao-tsong, es va escapar de ser capturat i fou proclamat emperador a Nankin, protegit pel Yang-tse kiang. Per la seva banda els kin van acabar la conquesta de les places del nord encara en poder dels imperials: Ho-kieng i Ta-ming al Hebei (Hopei), Tai-nan al Shandong (Shantung), Tchang-to a Henan (Honan), Ho-tchong al sud-oest del Shanxi (Shansi) i K'ai-fong que els imperials havien recuperat aprofitant l'absència de guarnició kin.

## Conquesta del sud
El 1129 les forces kin a les ordes del general Nien-mo-ho van avançar cap a la part central de la Xina entre el baix Houai-ho i el baix Yang-tse-kiang; després d'una pausa van atacar la línia del darrer riu amb dos exèrcits, un a l'oest, va passar del Hubei cap a Kinag-tcheou al Kiangsi (Jiangxi). L'avanç fou espectacular i ràpid (més que no ho fou un segle després el dels mongols). El segon exèrcit va passar el Yang-tse prop de T'ai-ping i va fer capitular Nanquín. L'emperador Kao-tsong va fugir cap a Ning-po (llavors anomenada Ming-tcheou) i després cap al port de Wen-tcheou (al sud de Zhejiang (Chekiang); el general Wou-tchou el seguia i es va dirigir a Hang-tcheou i Ning-po (finals del 1129 i començaments del 1130), però això portava al seu exèrcit massa lluny de la seva rereguarda, al mig d'una població hostil, amb terrenys inundats, plens de rius, de camps d'arròs, de canals. Wou-tchou va intentar retornar cap al nord però no va poder creuar el Yang-tse protegit per les flotilles xineses. Per poder passar va haver de signar un tractat, i així va poder travessar el riu per Tchen-kiang a l'est de Nankin (1130). El sud es va desempallegar dels kin i l'emperador Kao-tsong va tornar a Hang-tcheou, que va restar capital de la Xina fins a la conquesta mongola.

## La pau del 1138
Després d'aquesta derrota els generals xinesos van començar a recuperar ciutats entre el Yang-tse i el riu Groc. El general Yo Fei va reconquistar la ciutat de Siang-yang (1134); el 1138 va atacar K'ai-fong, però abans de la victòria l'emperador Kao-tsong va signar la pau amb els kin, llavors governats per Ho-lo-ma (1135-1149) successor del seu cosí Wou-k'i-mai. El tractat delimitava la frontera al Houai-ho i després d'aquest les muntanyes entre el delta del riu Groc i les del Han superior; el delta del riu Groc (i la regió de Wei) restava en mans dels Kin i la regió de Han passava a mans dels xinesos; així els Kin conservaven Hebei, Shandong i Shanxi, així com la major part del Shaanxi i del Henan, i alguns districtes dels nord de Jiangsu i Anhui. Aquesta divisió entre el sud dels Song i el nord dels Kin es va consolidar. Per part dels Kin la pau es va signar a causa de l'aparició d'un perill al nord, els mongols, que s'acabaven de federar sota el seu kan Qabul i havien atacat als Kin al Gobi oriental (1135), atac que a l'any següent del tractat es va reproduir (1139).
Un xaman de la casa reial dels Wan-yen, de nom Wou-che (en djürtchät el nom era Gochi) va crear l'escriptura del tungús adaptant els caràcters xinesos; el seu prestigi el va fer sospitós al rei Ho-lo-ma que el va fer matar el 1139.
El 1447 els kin van haver de cedir alguns districtes als mongols.
Els Kin (Jin) van conservar com a capital del nord Houeu-ning, prop de Harbin (va ser la principal residència dels reis fins al 1153) i Pequín va tenir el rang de capital meridional i secundària; una capital central, Ta-ting, es trobava al nord del Jehol. Finalment el 1153 el rei Ti-kou-nai (1149-1161) va convertir finalment Beijing en la capital del centre i principal, passant Ta-ting a ser la capital del nord i secundària, Leao-yang la de l'est, Ta-t'ong la de l'oest iK'ai-fong la del sud.
El rei Ti-kou-nai tenia encara l'instint salvatge del bàrbars djürtchän, però amb els efectes perniciosos de la civilització i de la vida luxuriosa. L'abandonament de la residència manxú dels reis fou molt negativa en un moment d'expansió dels mongols i els tàrtars; el rei volia conquerir la Xina del sud i esdevenir emperador i el 1161 va intentar creuar el Yang-tse a l'altura de Yang-tcheou, a la vora de l'illot Kin-chan, prop de la ciutat moderna de Tchen-Kiang, però fou derrotat i els mateixos soldats el van matar mentre altres tropes proclamaven rei a Leao-yang a Wou-lo.
Wou-lo va signar la pau amb Xina sobre la base de respectar l'anterior tractat: Les negociacions van durar del 1163 al 1165. Wou-lo té fama de savi i moderat. Va morir vell el 1189 i el va succeir el seu net Ma-ta-kou (1189-1208). En el regnat d'aquest darrer la disciplina militar dels djürtchän es va relaxar.

## El final de la dinastia Jin (Kin)
El 1206 la dinastia Song va reprendre la guerra contra els Kin o Jin i encara aquests foren prou forts per arribar al Yang-tse i van exigir el cap del ministre que havia encoratjat la guerra; finalment Ma-ta-kou va acceptar la pau sobre la base del retorn a l'statu quo anterior i alguns regals en sedes i plata que de fet constituïen una mena de tribut (1208). El va succeir Tchong-hei (1209-1213) en el regnat del qual va començar la invasió mongola que va culminar el 1234.
Ara la dinastia Jin tenia capital a Pequín i governava a Manxúria, i la Xina del Nord (al nord del Han i el Huai). Les capitals secundàries eren Ta-ting al Jehol, Leao Yang, Tat'ong a Shanxi i Kaifong a Henan. Genguis Khan portava un modest títol xinès que li havien donat els Jin, pels seus serveis contra els tàtars. A la mort del rei Jin Ma-ta-kou (1189-1208) Genguis es podia considerar lliure de tota relació de vassallatge i va refusar el reconeixement de la preeminència al seu successor Tchong-hei (1209-1213) quan aquest va enviar a un ambaixador. El rei Jin fou tractat d'imbecil pel gran kan, i efectivament era un titella en mans dels seus generals, i no gaudia d'una autoritat forta. La Gran Muralla Xinesa del costat de la Mongòlia era vigilada per compte dels Jin, per un poble de turcs federats anomenats ongut, cristians nestorians; el cap ongut Alaquchtagin, havia agafat el 1204 el partit de Genguis Khan, i ara els ongut van obrir les portes al conqueridor i li van entregar la marca fronterera de la que tenien encarregada la vigilància (1211). Em premi Genguis Khan va donar a Alaghai-baqi, una de les filles en matrimoni a Po-yao-ho (fill d'Alaquchtagin).
Els mongols anomenaven al sobirà Jin amb el títol d'Altan Khan que vol dir rei d'or (jin = or). Genguis es presentava com el venjador dels seus parents, els oncles Oqin-barqaq i Ambagaï, però també dels antics sobirans kitan, els quals van abraçar amb entusiasme el partit mongol. Genguis Khan va dirigir les operacions del 1211 i 1212, en què foren saquejats sistemàticament (sense poder ocupar les fortaleses) els districtes fronterers de Ta-t'ong (el Si-Jing dels reis Jin) a l'extrem nord del Shansi (Shanxi), i la regió de Siuan-hua (llavors Siuan-to) i la de Pao-ngan, al nord del Hopei. Un dels prínceps kitan, Ye-li Liu-ko, de l'antic clan reial de Ye-liu, es va revoltar el 1212 a favor de Genguis Khan a la regió del Leao-ho al sud-oest de Manxúria, zona d'origen dels kitan, i va fer jurament de fidelitat al gran kan; aquest li va enviar un exèrcit de socors dirigit pel noble (noyan) Djebé. El gener de 1213 Djebé i Liu-ko van ocupar Leao-yang als Jin i el príncep es va instal·lar als antics dominis dels seus ancestres com a rei de Leao sota sobirania del gran kan. Mentre Djebé conqueria Leao-yang, Genguis Khan no va aconseguir ocupar Ta-t'ong al nord del Shansi Fins al 1215 els mongols van assolar el regne Jin però sense reeixir mai a conquerir les fortaleses ben defensades pels guerrers tungús i protegides per la ciència xinesa en setges i fortaleses. El 1213 Genguis Khan va aconseguir dominar Siuan-hoa i va dividir les seves forces en tres cossos:
a) el primer, sota els seus fills Jotxi, Txagatai i Ogodai, va penetrar cap al Shansi central en direcció a Tai-yuan i Ping-yang que presumiblement van ocupar però van evacuar després per emportar-se el botí a zona més segura al nord.
b) El segon, sota el mateix Genguis Khan i el seu fill Tului, va baixar per la plana de Hopei on van conquerir Ho-kien-fu, i pel Shantung (Shandong) on van capturar Tsinan. Van sobrepassar viles fortificades com Baijing, Tcheng-ting i Ta-ming (al Hopei) i van arribar fins al sud de Shantung.
c) El tercer, sota Qassar, germà gran de Genguis Khan, i el seu germà petit Temugé Otchigin, que van marxar pel golf de Petchili, cap a terres de Yong-p'ing i Leao-si
Finalment les tropes mongoles es van reagrupar a prop de Pequín per intentar almenys el bloqueig (1214). El rei Jin Tchong-hei (Wei-Shao Wang) havia estat assassinat uns mesos abans (1213) per un general de nom Hou-cha-hou que va posar al tron a un nebot del difunt, de nom Wu-tou-pu (o Hsuan Tsung, 1213-1223). Aquest rei va demanar la pau a Genguis Khan que la va acordar, conscient de no poder conquerir Beijing. Els Jin van pagar una gran indemnització de guerra (or, seda, tres mil cavalls, nois i noies joves incloent una princesa per a Genguis Khan) i el gran kan va retornar a Mongòlia pel Kalgan, amb el seu botí (1214).
Just sortir els mongols, el rei Jin va traslladar la seva residència reial a Kai-fong-fu. Això va fer pensar a Genguis Khan que els Jin preparaven una nova guerra i immediatament va trencar la treva i va reiniciar les hostilitats. Hopei fou envaït i el setge davant Beijing es va tornar a muntar. Un exèrcit de reforç Jin fou dispersat a Pa-tcheu entre Pekín i Ho-kien-fu. El governador de Beijing, el general Wan-yen Tcheng-huei, es va suïcidar; els mongols van entrar a la ciutat i els habitants foren massacrats i la van incendiar (1215); la destrucció de la ciutat va durar un mes, ja que els mongols no estaven interessats a posseir una ciutat. Aquestes morts i saquejos no sempre eren per sadisme o interès; els nòmades estaven desconcertats i no sabien com actuar; i encara que els homes agafaven la seva part de botí hi ha casos com el del general Qutuqu, que va refusar rebre cap part del tresor Jin, que considerà propietat del gran kan.
El regne Jin va quedar reduït a la comarca de la capital Kai-fong-fu al Honan, i alguns llocs al Shensi. El 1215 Genguis va deixar alguns generals al país però va retirar les tropes per portar-les al Turquestan, i l'exèrcit que va quedar a territori Jin només va poder fer atacs parcials, que van afectar progressivament al regne però no li donaven el cop de gràcia.
El principal general que va restar a territori Jin fou Muqali o Muquli, un dels seus millors oficials, però amb forces reduïdes (uns 23.000 homes i uns 20000 auxiliars indígenes). El 1216 el general Samuqa va separar el Shensi i el Honan per l'ocupació de Tong-kuan que dominava la vall del riu Groc; però fou una conquesta temporal, ja que els Jin després la van recuperar com van fer amb la major part dels seus antics territoris excepte Pequín.
Llavors Muqali va agafar la direcció de les operacions i en una campanya de set anys (1217-1223) en els quals va aconseguir reduir altre cop als Jin al Honan: el 1217 es va apoderar de Ta-ming a Hopei, fortalesa que havia resistit al mateix Genguis; el 1218 va ocupar les capitals dels Shensi, Tai-yuan i Ping-yang; el 1220, fou reconquerida Ta-ming, que probablement havien perdut el 1219 o abans, i conquerida la capital del Shantung, Tsinan; aquest mateix any 1220 un dels seus lloctinents va ocupar Tchang-to, al nord del riu Groc; el 1221 foren conquerides diverses ciutats del nord del Shensi com Pao-ngan i Fu Tcheu; el 1222 dominaven Chang'an, l'antiga capital del Shensi; el 1223 va reconquerir Ho Tchong (moderna Pu tchetou), a l'angle sud-oest del Shansi a un colze del riu Groc, que ja havien conquerit abans però els Jin havien recuperat en un atac sorpresa. En aquesta darrera operació va morir Muqali; després de la mort del general els Jin van recuperar Ho Tchong i la lluita en aquesta zona, farcida de petites fortaleses, va esdevenir una inacabable guerra de setges. Ara els mongols es comportaven millor en els setges a causa de l'ajut d'auxiliars kitans i jurtxets passats al seu bàndol, i pels serveis d'algun enginyers xinesos, però en general els Jin van recuperar terreny.
A més de conservar el Honan a l'entorn de Kaifong, després de la mort del general Muqali, els jurtxets van ocupar la conca del Wei (Shensi central) incloent la plaça forta de Tong-kuan que protegia l'entrada al Honan, i la fortalesa de Ho-tchong (moderna P'ou-tcheu, situada enfront de l'anterior, al nord del riu Groc, a l'angle sud-oest del Shansi. El rei Jin, Nin-kia-su (Ai Tsung 1223-1234) podia aspirar a mantenir el regne. El 1231 però els mongols van reprendre l'ofensiva i van ocupar les viles del Wei; Ping-leang, Fong-siang i altres; per la campanya del 1232 i al no poder forçar el pas de Tong-Kuan, el van rodejar pel nord-est i sud-oest, i mentre Ogodai amb màquines de guerra ocupava Ho-tchong i creuava el riu Groc, el seu germà Tului dirigia 30000 homes pel sud-oest entrant deliberadament en territori de la dinastia Song, i d'allí cap a la vall del Wei i l'alt Han, ocupant Han-tchong i descendent cap a Sichuan per la vall del Kia-ling assolant el districte de Pao-ning i després girant al nord-est per la vall mitjana de l'Han, que va creuar el 31 de gener de 1232, i va aparèixer a territori Jin al sud de l'Honan pel costat de Nan-yang.
Mentre Ogodai després de conquerir Ho-tchong, va creuar el riu Groc i va entrar també a Honan pel nord (febrer del 1232), trobant a l'altre exèrcit a Kiun-tcheu, on pocs dies abans Tului havia derrotat els Jin. Els Jin van oferir una resistència molt forta; els generals es deixaven executar abans que unir-se al conqueridor. Els mongols van ocupar finalment Tong-kuan (març de 1232); Subotai fou encarregat de conquerir Kaifong que finalment va ocupar després d'una llarga resistència, el maig del 1233. La ciutat no fou destruïda per consell de Ye-liu Tch'ou ts'ai.
El rei Nin Kia-su havia abandonat ja la ciutat per intentar organitzar la resistència a províncies i s'havia refugiat primer a Kuei-to i després a Ts'ai-tcheu (moderna Juning); quan aquesta vila fou assaltada pels mongols el rei es va suïcidar (febrer o març del 1234). Els Song xinesos van ajudar els mongols amb algun contingents d'infanteria i en recompensa Ogodai va cedir a l'imperi Song alguns districtes al sud-est del modern Honan. Amb les darreres operacions del 1234 el regne Jin va quedar totalment sotmès als mongols.

## Llista de sobirans
- T'ai Tsu (A-kou-ta) 1115-1123
- T'ai Tsung (Wou-k'i-mai) 1123-1135
- Hsi Tsung (Ho-lo-ma) 1135-1149
- Hai-Ling Wang (Ti-kou-nai) 1149-1161
- Shih Tsung (Wou-lo) 1161-1189
- Chang Tsung (Ma-ta-kou) 1189-1208
- Wei-Shao Wang (Tchong-hei) 1209-1213
- Hsuan Tsung (Wu-tou-pu) 1213-1224
- Ai Tsung (Nin-kia-su) 1224-1234
- Mo Ti 1234
- Als mongols 1234-1368